# Abram A. Hammond
Abram Adams Hammond, född 14 mars 1814 i Brattleboro, Vermont, död 27 augusti 1874 i Denver, Colorado, var en amerikansk politiker. Han var Indianas viceguvernör 1857–1860 och guvernör 1860–1861.
Hammond studerade juridik och arbetade som advokat i Ohio, Indiana och Kalifornien. Därefter arbetade han som domare i Marion County i Indiana. Han var först whig men bytte sedan parti till demokraterna.
Hammond efterträdde 1857 Ashbel P. Willard som Indianas viceguvernör. Guvernör Willard avled 1860 i ämbetet och efterträddes av Hammond. Han efterträddes i sin tur 1861 av Henry Smith Lane.
Hammond avled 1874 i Denver och gravsattes på Crown Hill Cemetery i Indianapolis.